# Häst vid strand (Sommarnatt)
Häst vid strand (Sommarnatt) är en oljemålning av den svenske konstnären Nils Kreuger. Den målades 1902 och ingår i samlingarna på Prins Eugens Waldemarsudde i Stockholm. 
Kreuger uppnådde stor popularitet med sina öländska landskapsmålningar med betande hästar och kor på alvaret och långgrunda stränder, till exempel Liggande kor. Motiv från Öland (1901, Nationalmuseum) och Hästar söker svalka (1902, Thielska galleriet). Häst vid strand (Sommarnatt) är en romantisk nattstämning där en häst ses vandra utefter vattnet i skymningen. Den är utförd i hans egenartade teknik där han med prickar och korta streck i tusch ovanpå oljefärgen skapade mönster och underströk former i målningarna, sannolikt inspirerad av Vincent van Gogh. 
Kreuger växte upp i en lantlig miljö utanför Kalmar. Han ägnade sig nästa uteslutande åt att avmåla djur, framför allt hästar. Efter studier i Stockholm bosatte han sig i Paris 1881–1887 där det inte vara fria hästar utan arbetshästar han avbildade i till exempel Utrangerade omnibushästar på Boulevard d’Enfer, Paris (1885, Nationalmuseum) och Hästekipage (1986, Göteborgs konstmuseum). När han 1887 återvände till Sverige bosatte han sig i Varberg där han tillsammans med Richard Bergh och Karl Nordström bildade den så kallade Varbergsskolan, aktiv 1893–1895. Kreuger övergav då det franskinfluerade måleriet för ett mörkare nationalromantisk tonläge. De påverkades av syntetismen som förenklade formerna till stora färgfält. 
År 1896 bosatte sig Kreuger för gott i Stockholm. Från år 1900 tillbringade han somrarna på Öland där Häst vid strand (Sommarnatt) tillkom år 1902. Målningen inköptes av prins Eugen på Konstnärsförbundets utställning 1905. 

## Relaterade målningar

Kreugers Liggande kor. Motiv från Öland (1901, Nationalmuseum).